# Município de Penn (condado de Morgan, Ohio)
O município de Penn (em inglês: Penn Township) é um município localizado no condado de Morgan no estado estadounidense de Ohio. No ano de 2010 tinha uma população de 715 habitantes e uma densidade populacional de 12,04 pessoas por km².

## Geografia
O município de Penn encontra-se localizado nas coordenadas 39° 34′ 30″ N, 81° 52′ 10″ O. Segundo o Departamento do Censo dos Estados Unidos, o município tem uma superfície total de 59.36 km², da qual 59,28 km² correspondem a terra firme e (0,13 %) 0,08 km² é água.

## Demografia
Segundo o censo de 2010, tinha 715 pessoas residindo no município de Penn. A densidade populacional era de 12,04 hab./km². Dos 715 habitantes, o município de Penn estava composto pelo 92,17 % brancos, o 3,36 % eram afroamericanos, o 0,14 % eram amerindios, o 0,14 % eram asiáticos, o 0,28 % eram de outras raças e o 3,92 % eram de uma mistura de raças. Do total da população o 0,14 % eram hispanos ou latinos de qualquer raça.